# 誕生星

## 誕生星一覧

### 1月
- 1月1日…ベガ（こと座α星）
- 1月2日…ゼータ・パーヴォーニス（くじゃく座ζ星）
- 1月3日…ポリス（いて座φ星）
- 1月4日…シェリアク（こと座β星）
- 1月5日…ヌンキ（いて座σ星）
- 1月6日…アスケラ（いて座ζ星）
- 1月7日…デネブ・アル・オカブ（わし座ζ星）
- 1月8日…タウ・ドラコーニス（りゅう座τ星）
- 1月9日…カッパ・キュグニー（はくちょう座κ星）
- 1月10日…ルクバット（いて座α星）
- 1月11日…デネブ・オカブ（わし座δ星）
- 1月12日…アルビレオ（はくちょう座β星）
- 1月13日…イオタ・テレスコピィ（ぼうえんきょう座ι星）
- 1月14日…シャム（や座α星）
- 1月15日…ルク（はくちょう座δ星）
- 1月16日…タラゼド（わし座γ星）
- 1月17日…アルタイル（わし座α星）
- 1月18日…ガンマ・サギッタェ（や座γ星）
- 1月19日…エプシロン・パーヴォーニス（くじゃく座ε星）
- 1月20日…クシー・テレスコピィ（ぼうえんきょう座ξ星）
- 1月21日…テータ・アクィラエ（わし座θ星）
- 1月22日…ロー・アクィラェ（わし座ρ星）
- 1月23日…ダビー（やぎ座β星）
- 1月24日…ジェダル（はくちょう座γ星）
- 1月25日…ピーコック（くじゃく座α星）
- 1月26日…テータ・ケーペィ（ケフェウス座θ星）
- 1月27日…ザ・ペルシアン（インディアン座α星）
- 1月28日…スアロキン（いるか座α星）
- 1月29日…デネブ（はくちょう座α星）
- 1月30日…ギェナー（はくちょう座ε星）
- 1月31日…ミュー・アクヮーリィ（みずがめ座μ星）

### 2月
- 2月1日…ベータ・インディー（インディアン座β星）
- 2月2日…ガンマ・ミクロスコピィ（けんびきょう座γ星）
- 2月3日…クシー・キュグニー（はくちょう座ξ星）
- 2月4日…ニュー・アクァーリィ（みずがめ座ν星）
- 2月5日…ゼータ・キュグニー（はくちょう座ζ星）
- 2月6日…キタルファ（こうま座α星）
- 2月7日…アルデラミン（ケフェウス座α星）
- 2月8日…ゼータ・カプリコルニー（やぎ座ζ星）
- 2月9日…アルフィルク（ケフェウス座β星）
- 2月10日…サダルスウド（みずがめ座β星）
- 2月11日…エプシロン・カプリコルニー（やぎ座ε星）
- 2月12日…ナシラ（やぎ座γ星）
- 2月13日…エニフ（ペガスス座ε星）
- 2月14日…デネブ・アルゲティ（やぎ座δ星）
- 2月15日…アルダナブ（つる座γ星）
- 2月16日…デルタ・インディー（インディアン座δ星）
- 2月17日…オミクロン・アクワーリィ（みずがめ座ο星）
- 2月18日…サダルメリク（みずがめ座α星）
- 2月19日…アルナイル（つる座α星）
- 2月20日…ゼータ・ケーペイ（ケフェウス座ζ星）
- 2月21日…エプシロン・ケーペィ（ケフェウス座ε星）
- 2月22日…アルファ・トゥナカエ（きょしちょう座α星）
- 2月23日…サダクビア（みずがめ座γ星）
- 2月24日…パイ・アクゥーリィ（みずがめ座π星）
- 2月25日…アルファ・ラケルタェ（とかげ座α星）
- 2月26日…ニュー・トゥカーナェ（きょしちょう座ν星）
- 2月27日…エータ・アクワーリー（みずがめ座η星）
- 2月28日…グライド（つる座β星）
- 2月29日…マタル（ペガスス座η星）

### 6月
- 6月1日…アルデバラン（おうし座α星）
- 6月2日…アルファ・カェリー（ちょうこくぐ座α星）
- 6月3日…ミュー・エーリダニ（エリダヌス座μ星）
- 6月4日…パイ3・オーリオニス（オリオン座π3星）
- 6月5日…アルファ・カメーロパルダリス（きりん座α星）
- 6月6日…ハッサーレ（ぎょしゃ座ι星）
- 6月7日…イプシロン・アウリーガエ（ぎょしゃ座ε星）
- 6月8日…ヘドゥス・セクンドゥス（ぎょしゃ座η星）
- 6月9日…クルサ（エリダヌス座β星）
- 6月10日…リゲル（オリオン座β星）
- 6月11日…カペラ（ぎょしゃ座α星）
- 6月12日…ベラトリクス（オリオン座γ星）
- 6月13日…エルナト（おうし座β星）
- 6月14日…ミンタカ（オリオン座δ星）
- 6月15日…アルニラム（オリオン座ε星）
- 6月16日…アルニタク（オリオン座ζ星）
- 6月17日…ガンマ・レポリス（うさぎ座γ星）
- 6月18日…サイフ（オリオン座κ星）
- 6月19日…ワズン（はと座β星）
- 6月20日…ベテルギウス（オリオン座α星）
- 6月21日…メンカリナン（ぎょしゃ座β星）
- 6月22日…カイ21・オーリオニス（オリオン座χ2星）
- 6月23日…デルタ・ピクトーリス（がか座δ星）
- 6月24日…プロプス（ふたご座η星）
- 6月25日…カッパ・コルムバェ（はと座κ星）
- 6月26日…ムジルム（おおいぬ座β星）
- 6月27日…カノープス（りゅうこつ座α星）
- 6月28日…ニュー・ゲミノールム（ふたご座ν星）
- 6月29日…クサイ・カニス　マーイョリス（おおいぬ座ξ星）
- 6月30日…アルヘナ（ふたご座γ星）

### 10月
- 10月1日…ガクルックス（みなみじゅうじ座γ星）
- 10月2日…クラズ（からす座β星）
- 10月3日…アルファ・ムスカェ（はえ座α星）
- 10月4日…ムリファイン（ケンタウルス座γ星）
- 10月5日…イオタ・クルキス（みなみじゅうじ座ι星）
- 10月6日…ベクルックス（みなみじゅうじ座β星）
- 10月7日…31・コマェ　ベレニキス（かみのけ座31星）
- 10月8日…アリオト（おおぐま座ε星）
- 10月9日…コル・カロリ（りょうけん座α星）
- 10月10日…ビンデミアトリクス（おとめ座ε星）
- 10月11日…クサイ2・ケンタウリ（ケンタウルス座ξ2星）
- 10月12日…ベータ・コマェベレニキス（かみのけ座β星）
- 10月13日…エータ・ムスカェ（はえ座η星）
- 10月14日…シグマ・ヴィルギニス（おとめ座シグマ星）
- 10月15日…イオタ・ケンタウリ（ケンタウルス座ι星）
- 10月16日…スピカ（おとめ座α星）
- 10月17日…70・ヴィルギニス（おとめ座70星）
- 10月18日…74・ヴィルギニス（おとめ座74星）
- 10月19日…ゼータ・ヴィルギニス（おとめ座ζ星）
- 10月20日…イプシロン・ケンタウリ（ケンタウルス座ε星）
- 10月21日…1・ケンタウリ（ケンタウルス座1星）
- 10月22日…ベネトナシュ（おおぐま座η星）
- 10月23日…ミュー・ケンタウリ（ケンタウルス座μ星）
- 10月24日…ムフリッド（うしかい座η星）
- 10月25日…ファイ・ケンタウリ（ケンタウルス座φ星）
- 10月26日…ハダル（ケンタウルス座β星）
- 10月27日…メンケント（ケンタウルス座ζ星）
- 10月28日…カッパ・ヴィルギニス（おとめ座κ星）
- 10月29日…アークトゥルス（うしかい座α星）
- 10月30日…ラムダ・ヴィルギニス（おとめ座λ星）
- 10月31日…プサイ・ケンタウリ（ケンタウルス座ψ星）